# شون كامبل
شون كامبل (بالإنجليزية: Sean Campbell)‏ (31 ديسمبر 1974 ببرستل في المملكة المتحدة - ) هو لاعب كرة قدم بريطاني في مركز جناح ‏. لعب مع كولتشستر يونايتد ونادي تشيلمسفورد وهارويتش وباركستون ‏ وويفنهو تاون ‏ وF.C. Clacton ‏.